# Ullyes
Ullyes (románul: Ulieș) falu Romániában, Erdélyben, Hunyad megyében.

## Fekvése
Marosillyétől északnyugatra fekvő település.

## Története
Ullyes, Ölyves egykor az Ákos nemzetségbeli Dienesiek marosillyei uradalmához tartozott. (Gy 3: 292. Nem azonos Ellyüsfalvával).
Neve a későbbiekben többféle változatban is feltűnt, így 1468-ban p. Elwes, 1861-ben Ulyes, 1888-ban Üllyes, 1913-ban Ullyes néven volt említve.
1493-ban Ewlwes néven Illye város tartozéka volt. Ez évben Illyei Dienesi Dénes Ewlwes birtokbeli részét zálogba vetette Rékási Csarnai Mihálynál.
A trianoni békeszerződés előtt Hunyad vármegye Marosillyei járásához tartozott.
1910-ben 377 görögkeleti ortodox román lakosa volt.

## Források

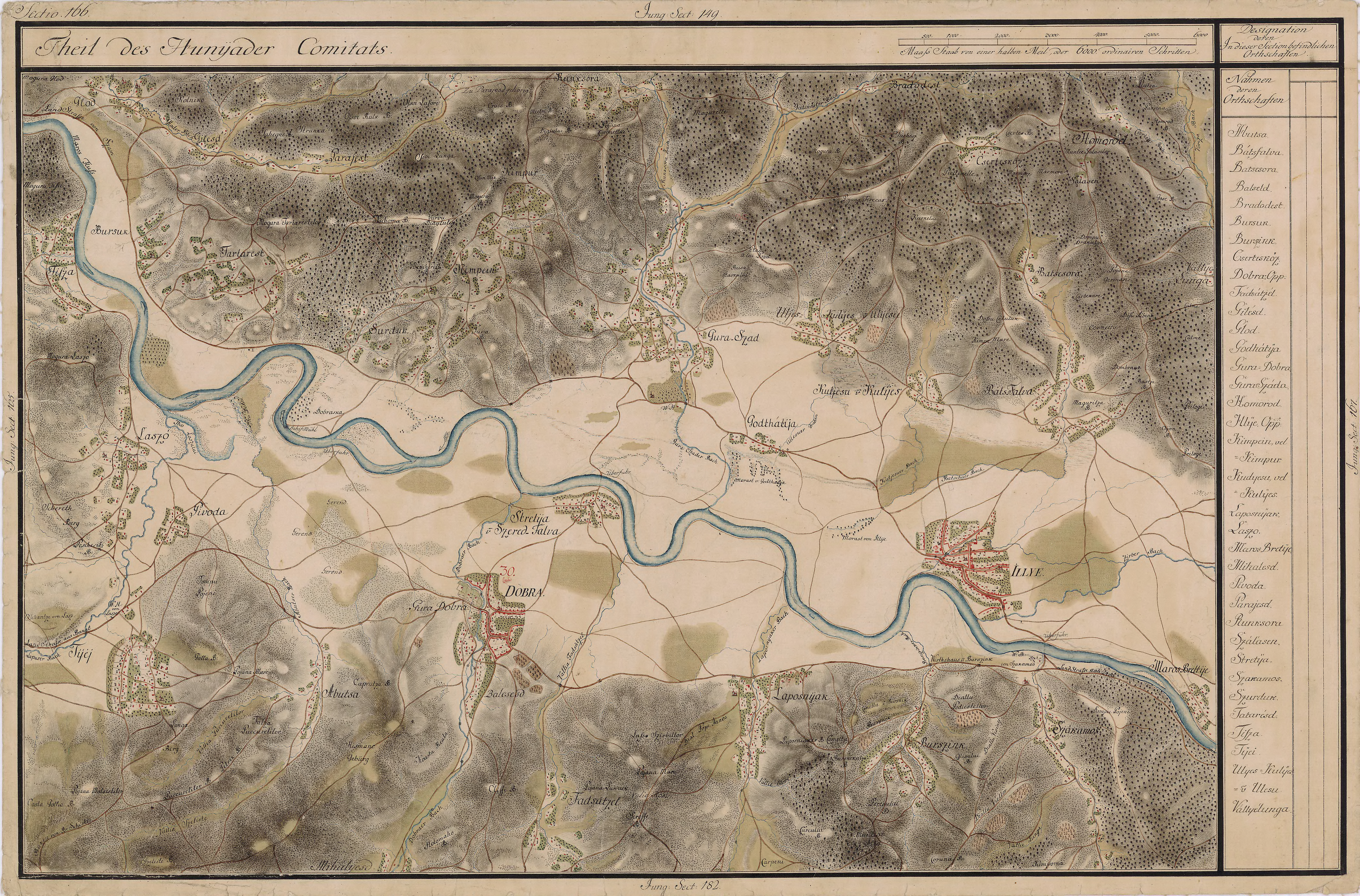
Ullyes egy régi térképen